# Klaus Plake
Klaus Plake (* 19. Juli 1944) ist ein ehemaliger deutscher Hochschullehrer.
Plake absolvierte ein Studium der Soziologie, Volkswirtschaftslehre und Pädagogik an der Universität Münster. Seine Promotion erfolgte 1974 in Bielefeld, die Habilitation 1981 an der Universität Münster.
Von 1974 bis 1980 war er Akademischer Rat an der Pädagogischen Hochschule Rheinland. Von 1978 bis 1979 war er zudem Professurvertreter an der Universität Marburg.
Plake wurde schließlich von 1981 bis 2009 als Professor für Erziehungssoziologie unter besonderer Berücksichtigung der Sozialisationstheorie an die Hochschule der Bundeswehr in Hamburg berufen.
Plake veröffentlichte zahlreiche Fachbücher, u. a. zur Fernsehforschung, Reformpädagogik und Schultheorie.